# Barrington J. Bayley
Barrington J. Bayley (9 de abril de 1937 – 14 de octubre de 2008) fue un escritor de ciencia ficción británico.
Bayley nació en Birmingham y se educó en Newport, Shropshire. Tuvo diversos empleos antes de unirse a la Royal Air Force en 1955; su primer relato publicado, Combat's End, había sido impreso el año anterior en la revista Vargo Statten Magazine.
Durante los años sesenta los cuentos de Bayley aparecieron regularmente en la revista New Worlds y, posteriormente, en varias antologías de New Worlds en formato de bolsillo, llegando a trabar amistad con el editor de la revista Michael Moorcock y uniéndose al movimiento New Wave, en boga en esos años en la ciencia ficción. Su primer libro, Star Virus, fue seguido por más de una docena de novelas; su enfoque sombrío y deprimente de la escritura novelística se ha citado como influyente en los estilos de otros autores de ciencia ficción como M. John Harrison, Brian Stableford y Bruce Sterling.
Bayley falleció debido a complicaciones del cáncer de intestino grueso que padecía, el 14 de octubre de 2008.

## Obras
Bayley utilizó como seudónimos los siguientes nombres: P.F Woods, J. Barrington Bayley, Alan Aumbry, Michael Barrington, Simon Barclay, y John Diamond.

### Novelas
- The Star Virus (1964)
- Annihilation Factor (1964)
- Empire of Two Worlds (1972)
- Collision Course (aka Collision with Chronos) (1973)
- The Fall of Chronopolis (1974)
- The Soul of the Robot (1974)
- The Garments of Caean (1976)
- The Grand Wheel (1977)
- Star Winds (1978)
- The Pillars of Eternity (1982)
- The Zen Gun (1983)
- The Forest of Peldain (1985)
- The Rod of Light (1985)
- Warhammer 40K: Eye of Terror (1999)
- Sinners Of Erspia (2002)
- The Great Hydration (2002)
- Age of Adventure (2002)

### Cuentos
| - "Combat's End" (1954) - "The Bargain" (1955) - "Cold Death" (1955) - "Kindly Travellers" (1955) - "Last Post" (1955) - "Martyrs Appointed" (1955) - "Fugitive" (1956) - "The Reluctant Death" (1956) - "Consolidation" (1959) - "The Tank" (1961) - "The Big Sound" (1962) - "Double Time" (1962) - "The Radius Riders" (1962) - "The Ship That Sailed the Ocean of Space" (1962) - "Natural Defence" (1963) - "Return Visit" (1963) - "Solo Flight" (1963) - "Farewell, Dear Brother" (1964) - "Integrity" (1964) - "The Patch" (1964) | - "The Ship of Disaster" (1965) - "Catspaw" (1965) - "The Countenance" (1965) - "All the King's Men" (1965) - "Reactionary" (1965) - "Aid to Nothing" (1967) - "Exit From City 5" (1971) - "The Four-Color Problem" (1971) - "The Exploration of Space" (1972) - "Man In Transit" (1972) - "An Overload" (1973) - "Me and My Antronoscope" (1973) - "Mutation Planet" (1973) - "The Seed of Evil" (1973) - "Maladjustment" (1974) - "The Bees of Knowledge" (1975) - "The Cabinet of Oliver Naylor" (1976) - "The Problem of Morley's Emission" (1978) - "Rome Vindicated" (1978) - "The God Gun" (1979) | - "The Infinite Searchlight" (1979) - "Life Trap" (1979) - "Perfect Love" (1979) - "Sporting with the Chid" (1979) - "Wizard Wazo's Revenge" (1979) - "The Forever Racket" (1980) - "The Ur-Plant" (1983) - "Escapist Literature" (1985) - "When They Asked Him What Happens" (1988) - "Cling to the Curvature!" (1989) - "The Death of Arlett" (1989) - "Death Ship" (1989) - "Tommy Atkins" (1989) - "Culture Shock" (1990) - "Galimatias" (1990) - "The Phobeya" (1990) - "Light" (1991) - "The Remembrance" (1991) - "Doctor Pintar in the Mythology Isles" (1992) - "Don't Leave Me" (1992) | - "Quiddity Wars" (1992) - "Teatray in the Sky" (1992) - "Why Live? Dream!" (1992) - "The Way into the Wendy House" (1993) - "Gnostic Endings: Flight to the Hypercosmos" (1994) - "Love in Backspace" (1994) - "On the Ledge" (1994) - "Get Out of Here" (1995) - "The Island of Dr. Romeau" (1995) - "A Crab Must Try" (1996) - "The Crear" (1996) - "Children of the Emperor" (1998) - "The Lives of Ferag Lion-Wolf" (1999) - "Battle of the Archeosaurs" (2000) - "Hive Fleet Horror" (2000) - "Planet of the Stercorasaurs" (2000) - "The Revolt of the Mobiles" (2000) - "Sky Tower" (2000) - "The Worms of Hess" (2000) - "It Was a Lover and His Lass" (2001) |